# Scelidocteus schoutedeni
Scelidocteus schoutedeni is een spinnensoort uit de familie Palpimanidae. De soort komt voor in Congo.